# Miami Blues
Miami Blues è un film poliziesco del 1990 diretto da George Armitage e tratto dal romanzo omonimo di Charles Willeford.

## Trama
Frederick J. Frenger, uno psicopatico californiano appena uscito di prigione, decide di cambiare aria e prende un aereo per Miami. All'aeroporto inizia subito a combinare guai, rompendo un dito a un mite Hare Krishna, il quale muore per un colpo apoplettico. Sulle sue tracce si mette il sergente Hoke Moseley, della polizia di Miami. Nel frattempo Frenger si finge un uomo d'affari californiano e incontra un'ingenua prostituta, Susie Waggoner, con la quale allaccia una strana relazione. Messo alle strette dall'agente, lo psicopatico arriverà a picchiare Moseley, rubandogli pistola, distintivo e dentiera. Moseley cercherà poi la sua vendetta.